# نور عبد السلام
نور عبد السلام (مواليد 29 مارس 1993) هي لاعبة تايكوندو مصرية. حقّقت الميدالية الذهبية في منافسات تحت 49 كجم في ألعاب التضامن الإسلامي والألعاب الأفريقية وأكثر من مرة في بطولة أفريقيا للتايكوندو. مثّلت مصر في الألعاب الأولمبية الصيفية 2020 في طوكيو.

## مسيرتها
عام 2010، شاركت نور في منافسات التايكوندو فئة الفتيات 49 كجم في الألعاب الأولمبية الصيفية للشباب 2010 في سنغافورة. أقصيت من الدور الأول على يد ميلين فان التي حققت الميدالية البرونزية. وفي العام التالي، شاركت في الفئة ذاتها في الدورة المؤهلة للأولمبياد في باكو بأذربيجان، وخرجت في ثاني مباراة على يد كارولينا كارستينس ‏ من بنما. وفي عام 2013، حقّقت الميدالية الفضية في دورة ألعاب البحر الأبيض المتوسط 2013 في مرسين، تركيا. وفي العام ذاته حققت ذهبية ألعاب التضامن الإسلامي 2013 في باليمبانج، إندونيسيا.
وعام 2018، حقّقت ذهبية أخرى، هذه المرة في بطولة أفريقيا للتايكوندو ‏ في أغادير، المغرب. وعام 2019، مثّلت مصر في الألعاب الأفريقية 2019 في الرباط، المغرب، وحققت الميدالية الفضية، ثم في العام ذاته فضية ألعاب العالم العسكرية [الإنجليزية] في ووهان، الصين.

### المشاركة الأولمبية
تأهلت نور لأولمبياد طوكيو 2020 من خلال بطولة أفريقيا المؤهلة للأولمبياد 2020 في الرباط، المغرب. وشاركت في منافسات تحت 49 كجم.
| نور عبد السلام | تحت 49 كجم سيدات [الإنجليزية] | – | رقية يلدريم (تركيا) · خ 20–21 | لم تتأهل | لم تتأهل | لم تتأهل | لم تتأهل | لم تتأهل | لم تتأهل | لم تتأهل |

## وصلات خارجية
- قالب:TaekwondoData